# Processione da Fontainemore a Oropa
La processione da Fontainemore a Oropa (in francese più semplicemente Procession d'Oropa)  è una processione mariana che si svolge ogni cinque anni e nel corso della quale i fedeli del paese valdostano di Fontainemore si recano in pellegrinaggio al santuario di Oropa attraversando di notte le Alpi Biellesi. Si tratta di una delle più antiche processioni documentate sulle Alpi, con una tradizione risalente al 1522.

## Storia
Le prime notizie documentali della processione risalgono al 1547, anche se secondo alcuni studiosi il pellegrinaggio avrebbe iniziato a svolgersi in tempi ancora più antichi. Alla processione, alla quale prendevano parte un tempo solo i fedeli del piccolo centro valdostano (che conta oggi poche centinaia di residenti), partecipano oggi anche molte altre persone provenienti dal resto della Valle d'Aosta, dal Biellese o anche da più lontano, così che possono contarsi migliaia di pellegrini. La processione fu negli anni oggetto di diversi studi etnografici e appare nelle opere di vari artisti e scrittori. Il pittore Lorenzo Delleani la ritrasse ad esempio in alcune delle sue tele più riuscite e padre Alberto Maria De Agostini dedicò una serie di riprese cinematografiche in bianco e nero alle processioni degli Anni 1930.

## Svolgimento
La processione si svolge ogni cinque anni, durante un fine settimana estivo, oppure in occasioni particolari. I primi fedeli partono all'imbrunire da Pillaz, una frazione a monte del centro comunale di Fontainemore. A piccoli gruppi o individualmente raggiungono il Colle della Balma d'Oropa e, superatolo, si fermano al Pian della Ceva per aspettare il resto dei pellegrini. La processione vera e propria parte invece in piena notte, portando stendardi con immagini sacre e croci astili, e anch'essa risalendo il vallone di Pacoulla raggiunge il Pian della Ceva, da cui tutti i partecipanti riprendono insieme la discesa verso il Santuario alle prime luci dell'alba. La lunga fila di fedeli viene aperta dagli uomini del paese al quali seguono le donne, vestite con lunghi veli bianchi. A mezzogiorno circa la processione raggiunge il Santuario e i pellegrini, accompagnati da preghiere e canti religiosi della tradizione valdostana, si inchinano a baciare la soglia della Basilica Vecchia prima di entrare in chiesa. Dopo aver preso messa nel pomeriggio i fedeli valdostani partecipano ancora ad una fiaccolata nell'area del Santuario, trascorrono la notte nelle stanze della sua foresteria e fanno ritorno il giorno seguente al loro paese, molti anche in questo caso a piedi. Il rito del bacio della soglia è documentato anche dal filmato relativo alla Quarta Incoronazione Centenaria della Vergine di Oropa, tenutasi il 29 agosto 1920.